# Ioan Vancea

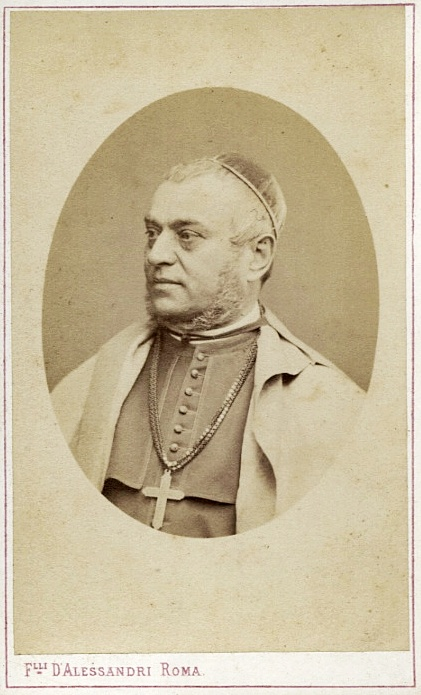
Erzbischof Ioan Vancea als Konzilsvater, 1870

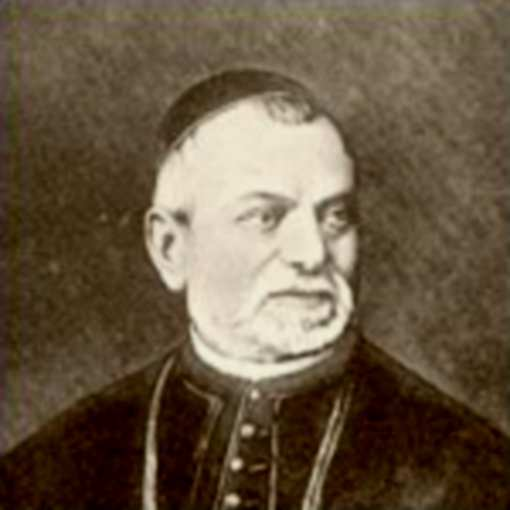
Erzbischof Ioan Vancea

Ioan Vancea, auch Vancsa (* 18. Mai 1820 in Vășad, Komitat Bihar, Großfürstentum Siebenbürgen; † 31. Juli 1892 in Blaj), war rumänisch-griechisch-katholischer Erzbischof von Făgăraș und Alba Iulia.

## Leben
Ioan Vancea, adeliger Abstammung, besuchte die Grundschule seines Heimatorts und wechselte 1828 nach Oradea (Großwardein). Dort besuchte er die Klosterschule (Gymnasium) der Prämonstratenser. 1841 studierte er am "Barbareum" in Wien. 1845 kehrte er als Doktor der Theologie nach Oradea zurück, wo er am 10. August 1845 zum Priester geweiht wurde. Am 7. Dezember 1845 wurde er zu weiteren Studien des kirchlichen Rechts nach Wien geschickt und erwarb darin einen weiteren Doktortitel. Zurück in Oradea wurde er am 1. Juli 1848 stellvertretender Notar, Professor und Sekretär des Bischofs Vasile Erdely. 1855 zum Domkapitular ernannt, wurde er Direktor der Diözesankanzlei und Diözesaninspektor, blieb aber Bischofssekretär.
Am 7. September 1865 wurde er zum Nachfolger des verstorbenen Ioan Alexi zum Bischof von Gherla, Armenopoli, Szamos-Ujvár (deutsch: Neuschloss/Armenierstadt; ungarisch: Szamosújvár) gewählt. Papst Pius IX. bestätigte am 25. September 1865 die Wahl. Am 3. Dezember 1865 wurde er in der Kathedrale von Oradea von Iosif Papp-Szilágyi, dem Erzbischof von Großwardein, zum Bischof geweiht. Am 28. Januar 1866 wurde er in seinem Bistum installiert. Er errichtete Schulen mit Unterricht in rumänischer Sprache, schuf zur Unterstützung Fonds, aus denen Stipendien vergeben wurden. Er gründete eine Druckerei zur Erstellung von Lehrmaterial und kirchlichem Schriftgut und errichtete ein theologisches Seminar.
Am 21. November 1868 wurde er zum Erzbischof von Făgăraș und Alba Iulia gewählt und vom Papst am 21. Dezember bestätigt. Am 11. April 1869 wurde er von Alexandru Dobra, dem Bischof von Lugoj, als Gesandtem des Heiligen Vaters Pius IX. in der Dreifaltigkeits-Kathedrale in Blaj als Metropolit in seinem Erzbistum installiert.
Er berief für den 20.–22. Oktober 1869 eine Diözesansynode ein und reiste auf Einladung von Papst Pius IX. nach Rom und wurde Rat und Konzilsvater des I. Vaticanums. Er schuf weitere Bildungseinrichtungen, besonders im ländlichen Raum und Einrichtungen zur Infrastrukturverbesserung ländlicher Gebiete, durch Wasserversorgung, Kanalisation, Wege und Straßenbau.
Er starb am 31. Juli 1892 und wurde in der Krypta der Kathedrale beigesetzt.